# Ohrenbachgraben
Der Ohrenbachgraben ist ein gut zwei Kilometer langer Mittelgebirgsbach im bayerischen Sandstein-Odenwald und der südwestliche und rechte Quellbach des Rüdenauer Bachs im unterfränkischen Landkreis Miltenberg.

## Geographie

### Verlauf

#### Quellbereich
Der Ohrenbachgraben entspringt im Östlichen zertalten Sandsteinodenwald am Südostfuß des 456 m ü. NHN hohen Rauschen auf dem Gebiet der Kreisstadt Miltenberg im Miltenberger Stadtwald, etwa 1,3 Kilometer südöstlich des Dorfs Rüdenau. Die Quelle liegt rund 100 Meter westlich der Grenze zu Rüdenau im Naturpark Bayerischer Odenwald auf 280 m ü. NHN in einem Nadelwald. Knapp einen Kilometer weiter südlich erhebt sich der Steinkopf mit einer Tontaubenschießanlage des Bayerischen Jagdschutzvereins Miltenberg e.V. an seinem Westhang.
Geologisch ist das Quellgebiet durch eine Talfüllung aus pleistozänen bis holozänen, polygenetischen Ablagerungen von Lehm und Sand geprägt. Im Talboden herrschen pseudovergleyte Kolluvisole vor. Entlang der Uferböschung tritt stellenweise die Miltenberg-Formation des Unteren Buntsandsteins zutage, bestehend aus hellgrauen bis rotgrauen, fein- bis grobkörnigen Sandsteinen, die gebankt bis dickbankig ausgebildet sind, teils verkieselt und mit eingelagerten Tonschluffstein-Klasten sowie rotbraunen Tonschluffsteinlagen. Lokal finden sich periglazial entstandene Frostbodenbildungen, Hangsedimente und Abschwemmmassen. Die höheren Hanglagen gehören zur Volpriehausen-Formation und Detfurth-Formation des Mittleren Buntsandsteins mit feldspatreichen Sandsteinen und eingeschlossenen Geröllen. Auf diesem Untergrund entwickelten sich überwiegend Braunerden.

#### Weiterer Verlauf
Der Ohrenbachgraben fließt, begleitet vom Unteren Ohrnbacher Weg auf seiner rechten Seite, zunächst in nordöstlicher Richtung durch dichten Nadelwald, bevor er das Gebiet der Gemeinde Rüdenau erreicht. Dort durchläuft er den Rüdenauer Gemeindewald und schlägt allmählich eine Nordnordost-Richtung ein, wobei sich das Tal weitet. Unterhalb der Flur Dangertschlag verlässt er den geschlossenen Wald und tritt, gesäumt von dichtem Ufergehölz, in ein flaches Wiesental mit Mähwiesen und Äckern ein. An einem sanft nach Osten abfallenden Hang liegt eine extensiv genutzte, artenreiche Magerwiese. Die Vegetation dort wird von für den mäßig trockenen, nährstoffarmen Standort typischen Arten wie Kleinem Habichtskraut, Klappertopf, Kreuzblümchen, Dreizahn und Feldhainsimse geprägt. Daran schließt sich eine Streuobstwiese an, während westlich ein nadelholzreiches Waldgebiet angrenzt. Ab diesem Abschnitt wird der Ohrenbachgraben auf seiner linken Seite vom Dangertshohlweg begleitet.

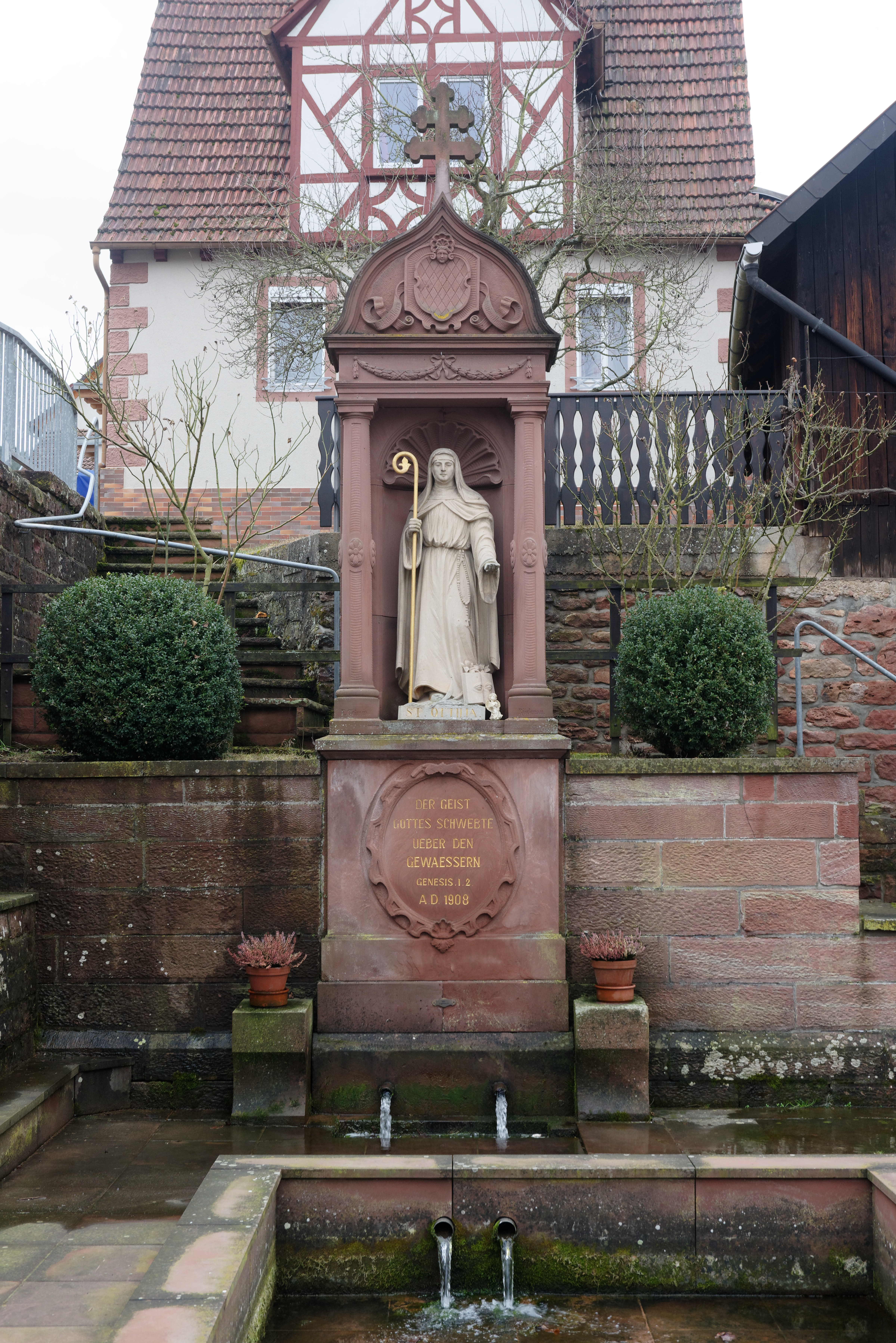
Der Ottilienbrunnen

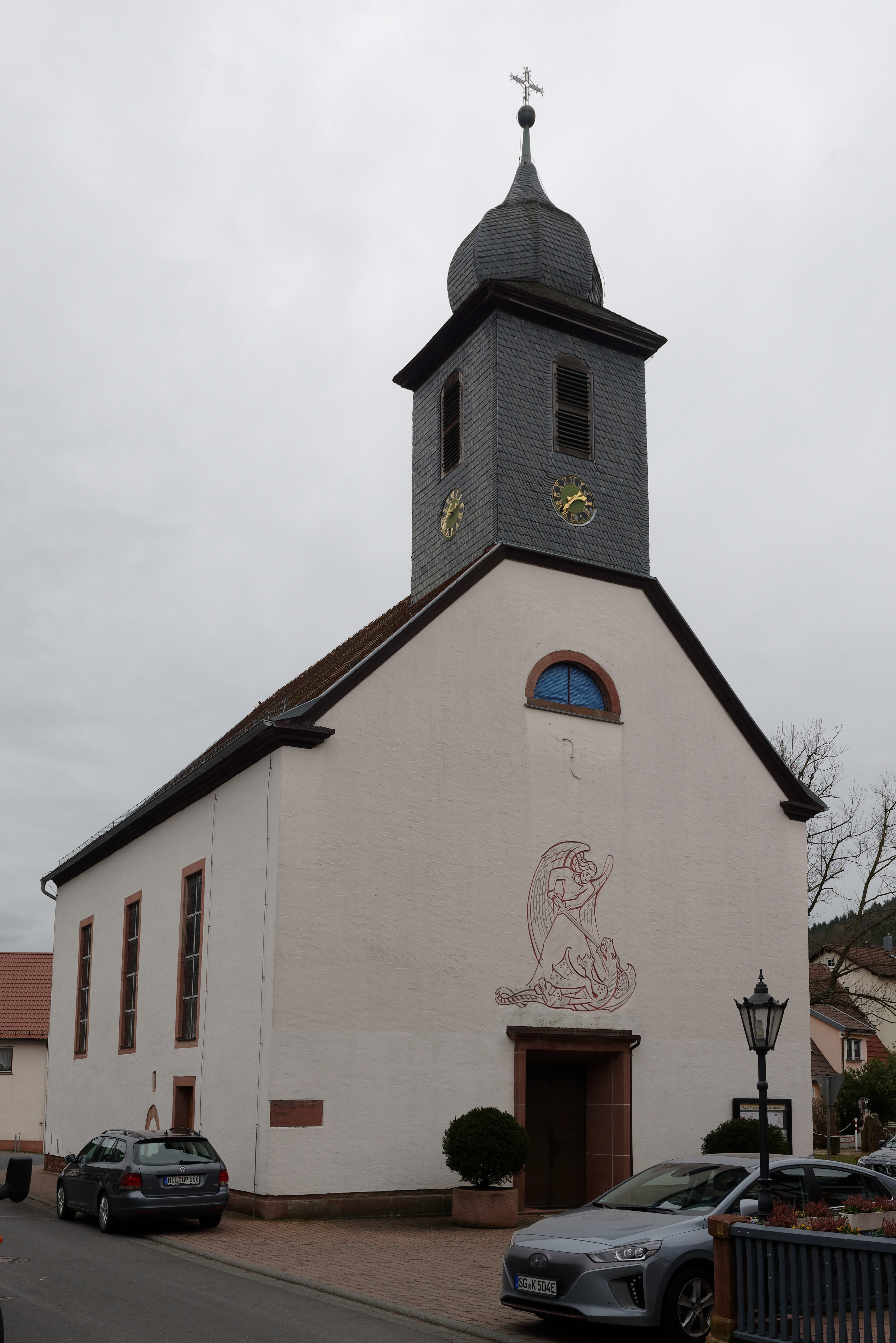
Die katholische Pfarrkirche St. Ottilia

Der Bach gelangt zu einer westlich von Rüdenau gelegenen Wochenendsiedlung und wendet sich dort nach Osten. Südlich des Unteren Ohrnbacher Wegs zieht er an den Wochenendhäusern und Gärten vorbei und läuft durch Felder und Wiesen am Südfuße des Ohrenbacher Bergs entlang. Oberhalb des Wochenendhausgebiets, säumt eine dichte Baumhecke eine bis zu 6 m hohe, teils überhängende Felsböschung entlang der Straße. Dominant sind Eiche, Buche und Hainbuche, begleitet von Hasel und Holunder. Am schattigen Oberhang wachsen Waldarten wie Efeu und Scharbockskraut. Westlich reicht die Hecke bis an den Waldrand, östlich weicht die Böschung einer Gartenfläche. Er streift eine Kleingartenanlage und erreicht den Ostrand von Rüdenau, wo er westlich der Wohnstraße An den Billgärten sogleich verrohrt und in den Untergrund geleitet wird.
Unterirdisch zieht er dann an einem zweigeschossigen Satteldachhaus vorbei, dessen massives Erdgeschoss und Fachwerkobergeschoss über einem älteren Keller errichtet wurden und dekorative Bauteile des 17./18. Jahrhunderts einbeziehen. Anschließend kreuzt er die Lindenstraße, passiert den Oberen Brunnen und setzt seinen Weg fort, zwischen dem Brunnenpfad links und der Flörstraße rechts, am Ottilienbrunnen vorbei, einem 1908 errichteten Sandsteinbrunnen mit Ädikulagehäuse, geschweiftem Giebel, Kreuzbekrönung und Steinskulptur der heiligen Ottilia. Etwas nördlich davon steht die katholische Pfarrkirche St. Ottilia, deren Chor 1711/12 errichtet wurde; während das Langhaus auf mittelalterliche Bauteile zurückgreift und 1825 einen Dachreiter erhielt. Um die Kirche gruppieren sich drei giebelständige, denkmalgeschützte Fachwerkhäuser.
Rund 100 Meter nördlich des Bachs verläuft, ebenfalls unterirdisch, der Winnengraben, der linke Quellbach des Rüdenauer Bachs. Dann folgt der Ohrenbachgraben der Flörstraße und wird östlich des Bullauer Wegs auf seiner rechten Seite vom nur zeitweise wasserführenden Osterntal(bach) gespeist, seinem einzigen nennenswerten Zufluss. Der Ohrenbachgraben quert anschließend die Hauptstraße, tritt kurz an die Oberfläche und verschwindet nach etwa 70 Metern wieder im Untergrund. Er unterquert danach noch den Röseweg, bevor er sich schließlich auf einer Höhe von 185 m ü. NHN mit dem Winnengraben zum Rüdenauer Bach vereinigt. Nach 2,2 km endet sein Lauf rund 95 Höhenmeter unterhalb der Quelle, was einem mittleren Sohlgefälle von etwa 43 ‰ entspricht.

### Einzugsgebiet
Das 5,46 km² große Einzugsgebiet des Ohrenbachgrabens liegt im östlichen zertalten Sandsteinodenwald und wird über den Rüdenauer Bach, den Main und den Rhein zur Nordsee entwässert.
Es grenzt
- im Osten an das Einzugsgebiet des Rüdenauer Bachs;
- im Süden, Südwesten und Westen an das des Ohrenbachs, der über die Mud in den Main entwässert und
- im Nordwesten und Norden an das des Winnengrabens.

Das Einzugsgebiet ist überwiegend bewaldet, nur am Unterlauf und im Mündungsbereich finden sich Siedlungen und landwirtschaftliche Nutzflächen.

### Zuflüsse
Osterntal(bach) (rechts), 1,5 km